# جامعة فيرونا
جامعة فيرونا (بالإيطالية: Università degli Studi di Verona) هي جامعة إيطالية مقرها مدينة فيرونا. تأسست سنة 1982 وتضم 15 قسمًا أكاديميًا.

## وصلات خارجية
- الموقع الرسمي للجامعة (بالإيطالية)
- الموقع الرسمي للجامعة (بالإنجليزية)